# Alessandro Wempe
Alessandro Wempe (Zaandam, 19 augustus 1998) is een Nederlands reggaeton-artiest van Spaanse afkomst.

## Biografie

### Junior Songfestival
Wempe deed mee aan het AVRO Junior Songfestival 2012 met het liedje Una Chica Especial. Bij de finale kreeg Wempe één punt minder dan winnares Femke. Na de finale werd het nummer, geproduceerd door Brownie Dutch, veel gedownload en kwam het terecht in de Single Top 100.

### Tipparade
Met zijn nieuwe nummer Fuego behaalde Wempe zijn eerste Tipparade notering. Zijn single Fuego heeft 5 weken in de Tipparade gestaan van de Nltop40.

### Reggaeton
Wempe is een van de weinige artiesten in Nederland die het reggaeton-genre beoefent. Deze muziekstroming wordt bijna uitsluitend in Zuid-Amerika en Spanje gemaakt.

## Discografie

### Singles
| Single met eventuele hitnotering(en) in de Nederlandse Top 40 | Datum van verschijnen | Datum van binnenkomst | Hoogste positie | Aantal weken | Opmerkingen                                                                         |
| ------------------------------------------------------------- | --------------------- | --------------------- | --------------- | ------------ | ----------------------------------------------------------------------------------- |
| JSF party                                                     | 2012                  | -                     |                 |              | als onderdeel van Finalisten Junior Songfestival 2012 / Nr. 77 in de Single Top 100 |
| Una chica especial                                            | 2012                  | -                     |                 |              | Nr. 78 in de Single Top 100                                                         |
| Fuego                                                         | 2015                  | 02-01-2016            | tip20*          | 5            |                                                                                     |
| Meisjes Blijven Meisjes                                       | 2016                  |                       |                 |              |                                                                                     |